# Лівонське герцогство
Ліво́нське ге́рцогство (нім. Herzogtum Livland) — держава у Східній Європі раннього нового часу. Існувала в 1561–1621 роках на території центральної й північної Лівонії — сучасної південної Естонії та північно-східної Латвії. Була васалом Великого князівства Литовського, а після 1569 року — Речі Посполитої. Виникла за результатами Віленської унії між Лівонською конфедерацією і польським королем, за якою Лівонію поділили на два герцогства — власне Лівонське, а також Курляндське і Семигальське. Очолювалося губернаторами-намісниками, що призначалися польськими королями. Керувалося шляхтою німецького походження. Столиця розташовувалася в місті Феллін (Вільянді). Панівною релігією було лютеранство. У 1577–1582 роках частково перебувало під московською окупацією. У 1600–1621 роках втратило більшу частину земель під час польсько-шведської війни. 1621 року перетворене на Інфлянтське воєводство Речі Посполитої.

## Назва
- Лівонське герцогство (нім. Herzogtum Livland);
- Задюнське герцогство (лат. Ducatus Ultradunensis) — від назви річки Дюна (Західна Двіна), південного кордону герцогства;
- Задвінське герцогство (рос. Задвинское герцогство) — російський переклад латинської назви;
- Задвінське князівство (пол. Księstwo Zadźwińskie) — польський переклад російської назви;
- Інфлянтське князівство (пол. Księstwo Inflanckie) — польська назва князівства;
- Інфлянти (пол. Inflanty) — польська назва усієї Лівонії і Лівонського герцогства зокрема;
- Польська Лівонія.

## Історія
На кінець 1550-х років, в ході неуспішної Лівонської війни із Московією, члени Лівонської конфедерації опинилися під загрозою московського поневолення. У зв'язку з цим, 1559 року Готтгард Кеттлер, магістр Тевонського ордену в Лівонії, уклав із Сигізмундом II Августом, королем польським і великим князем литовським, угоду в Вільні. Ця угода передбачала створення в Лівонії протекторату польської корони на основі земель ордену та Ризького архієпископства. 28 листопада 1561 року члени Лівонської конфедерації підписали Віленську унію, за якою стали васалами Польсько-Литовської держави. На півдні Лівонії було утворене герцогство Курляндії і Семигалії, а в центральній і північній частині — на теренах сучасних південної Естонії та південно-східної Латвії та — Лівонське герцогство. Обидва утворення очолив колишній магістр Готтгард. Він став першим світським герцогом Курляндії й Семигалії, а також першим господарем і губернатором польського короля в Лівонському герцогстві. Резиденція губернатора розташовувався в Ризі. До 1569 року герцогство перебувало в залежності Великого князівства Литовського, а після Люблінської унії стало кондомініумом Польщі й Литви.
1566 року, за наказом польського короля Сигізмунда II Августа, новим губернатором і намісником Лівонського герцогства було призначено Ян-Єроніма Ходкевича, великого маршалка литовського. Відтоді Лівонське герцогство перетворилося на фактичну провінцію Польсько-Литовської держави.
До 1582 року територія Лівонського герцогства була ареною воєнних дій між польсько-литовсько-лівонськими військами та Москвою. Частина лівонських земель перебувала під окупацію московитів, які заснували на них Лівонське королівство. У боях за визволення герцогства брали участь й козацькі загони з України. 15 січня 1582 року воюючі сторони уклали Ям-Запольський мирний договір, що поклав кінець Лівонській війні. За умовами договору Лівонія була звільнена від неприятеля й остаточно закріпилася за Річчю Посполитою.
У ході польсько-шведської війни 1600–1629 років шведські війська окупували усю територію Лівонського герцогства, за винятком південно-східної частини. 1621 року поляки офіційно скасували герцогство, перетворивши його на Інфлянтське воєводство. 1629 року, за умовами Альтмаркського договору, Річ Посполита визнала територіальні втрати у Лівонії. На завойованих шведами землях — південної Естонії та центральній Латвії — було створено домініон Шведська Лівонія.
1772 року, в ході першого поділу Речі Посполитої, територія колишнього Лівонського герцогства увійшла до складу Російської імперії.

## Адміністративний поділ
Поділ у 1561–1598 роках:
- Ризький округ;
- Трейденський округ;
- Венденський округ;
- Динебурзький округ.

Поділ у 1598–1621 роках:
- Дорпатське воєводство;
- Парнавське воєводство;
- Венденське воєводство.